# Boubacar Barry (Leichtathlet)
Boubacar Barry (* 10. August 2002) ist ein guineischer Leichtathlet, der sich auf den Sprint spezialisiert hat.

## Sportliche Laufbahn
Erste Erfahrungen bei internationalen Meisterschaften sammelte Boubacar Barry im Jahr 2018, als er bei den Jugend-Afrikaspielen in Algier mit 11,17 s in der ersten Runde im 100-Meter-Lauf ausschied. Im Jahr darauf nahm er an den Afrikaspielen in Rabat teil und schied dort mit 11,06 s und 22,40 s jeweils in der Vorrunde über 100 und 200 Meter aus. 2022 startete er über 100 Meter bei den Afrikameisterschaften in Port Louis und  kam dort mit 11,12 s nicht über den Vorlauf hinaus.
2019 wurde Barry guineischer Meisterin im 100-Meter-Lauf.

## Persönliche Bestleistungen
- 100 Meter: 11,06 s (−0,3 m/s), 26. August 2019 in Rabat
- 200 Meter: 22,40 s (−0,3 m/s), 29. August 2019 in Rabat